# 镇宁河
镇宁河，全长14.05千米，是流经中华人民共和国贵州省安顺市镇宁布依族苗族自治县县城里最大的河流。

## 地理
镇宁河发源于双龙山街道簸箩村，沿途流经双龙山街道、白马湖街道、环翠街道，在环翠街道果寨村汇入桂家河。